# Philippe Setbon
Philippe Setbon (París, 28 de novembre de 1957) és un dibuixant de còmics, novel·lista, fotògraf, guionista i director de cinema francès.

## Biografia
Va començar fent còmics a les revistes Pilote i Métal hurlant. Des de començaments de la dècada de 1980, va escriure per al cinema, escrivint el guió de Détective de Jean-Luc Godard, de Mort un dimanche de pluie de Joël Santoni, i de Lune de miel amb Nathalie Baye.
El 1987, va rodar la seva primera pel·lícula, Cross, interpretada per Roland Giraud, Michel Sardou i Patrick Bauchau. Després, tres anys més tard, Mister Frost, una coproducció estatunidenca, amb Jeff Goldblum i Alan Bates.
Després es va dedicar a la televisió i va participar en moltes pel·lícules i sèries de televisió. Així va crear Les Enquêtes d'Éloïse Rome, de la qual va signar els 24 capítols, i va realitzar diversos projectes amb Alain Delon: Fabio Montale extret de l'obra de Jean-Claude Izzo, Le Lion adaptació de Le Lion de Kessel. Philippe Setbon va escriure el guió de Frank Riva, una minisèrie de sis parts, també protagonitzada per Jacques Perrin i Mireille Darc. El 2014, va signar conjuntament amb Serge Lascar el guió del thriller Marge d'erreur amb Anny Duperey.
Com a guionista i director, Philippe Setbon va rodar Les Noces de Lolita, una comèdia amb Maxime Leroux i Laura del Sol, Ricky un road movie amb Guillaume Depardieu, Chut ! un thriller a porta tancada amb Sophie Guillemin i Olivier Marchal, Ange de feu, un thriller ambc Frédéric Diefenthal, Louise Monot i Marc Ruchmann i va crear Greco barrejant l'univers policial amb el paranormal.
El 2008, va coescriure amb Isabel Sebastian i va dirigir La Mort dans l'île, amb Brigitte Fossey, Jean-Luc Bideau, Léa Bosco i Jean-Michel Tinivelli. El 2013, va adoptar la novel·la Les Mains d'Orlac pel telefilm Les Mains de Roxana amb Sylvie Testud.
També signa diverses novel·les i assaigs, i exposa les seves fotografies a París els anys 2014 i 2015.

## Filmografia

### Cinema

#### Guionista
- 1984 : Les Fauves de Jean-Louis Daniel
- 1985 : Parole de flic de José Pinheiro
- 1985 : Détective de Jean-Luc Godard
- 1986 : Peau d'ange de Jean-Louis Daniel

#### Director
- 1987 : Cross, amb Roland Giraud, Michel Sardou i Patrick Bauchau
- 1990 : Mister Frost, amb Jeff Goldblum i Alan Bates

### Televisió

#### Guionista
- 1993 : Les Noces de Lolita
- 2001 : Fabio Montale, adaptació de l’obra de Jean-Claude Izzo, amb Alain Delon
- 2003-2004 : Frank Riva (minisèrie en sis parts), amb Alain Delon, Jacques Perrin i Mireille Darc
- 2003 : Le Lion de José Pinheiro, adaptació de l’obra dede Joseph Kessel, amb Alain Delon i Ornella Muti
- 2008 : La Mort dans l'île amb Brigitte Fossey, Jean-Luc Bideau, Léa Bosco i Jean-Michel Tinivelli
- 2013 : Les Mains de Roxana amb Sylvie Testud i Loup-Denis Elion

#### Director
- 1993 : Les Noces de Lolita, amb Maxime Leroux, Laura del Sol, Hervé Laudière, Venantino Venantini, segons el seu propi guió, produït per FR3
- 2002 : Chut !, amb Sophie Guillemin i Olivier Marchal
- 2005 : Ange de feu amb Frédéric Diefenthal, Gérard Desarthe, Jean-Michel Dupuis, Maxime Leroux, Louise Monot i Marc Ruchmann
- 2006 : Greco (série) avec Philippe Bas, Audrey Lunati et Maxime Leroux
- 2008 : La Mort dans l'île amb Brigitte Fossey, Jean-Luc Bideau, Léa Bosco et Jean-Michel Tinivelli
- 2013 : Les Mains de Roxana amb Sylvie Testud, Micky Sebastian, Gérard Desarthe et Loup-Denis Elion

## Literatura

### Novel·la i narració
- Fou de coudre.  París: Éditions Rivages, 1994, p. 297 (Rivages/Noir). ISBN 978-2-86930-784-1.
- Desolata.  París: Éditions Rivages, 1995, p. 319 (Rivages/Noir). ISBN 978-2-86930-943-2.
- Mangeur d'âmes.  París: Flammarion, 1999, p. 321. ISBN 978-2-08-067751-8.
- Le Flic de la télé.  París: Flammarion, 2000, p. 207. ISBN 978-2-08-067952-9.
- L'Apocalypse selon Fred.  París: Éditions Buchet/Chastel, 2010, p. 560. ISBN 978-2-283-02458-4.
- Ego island.  París: Éditions Buchet/Chastel, 2013, p. 203. ISBN 978-2-283-02592-5.
- Cécile et le monsieur d’à côté.  Saint-Etienne: Éditions du Caïman, 2015, p. 173. ISBN 978-2-919066-23-0.
- T’es pas Dieu, petit bonhomme….  Saint-Etienne: Éditions du Caïman, 2016, p. 190. ISBN 978-2-919066-36-0.
- Un avant-goût des anges.  Saint-Etienne: Éditions du Caïman, 2016.
- Un Scénario d'enfer, in Un petit noir, Éditions AO - André Odemard, 18 agost ISBN 978-2913897489
- Les Gens comme Monsieur Faux, Éditions du Caïman, 2017
- Il et Moi, Éditions Tohu Bohu, 2018
- Si je meurs avant mon réveil…, Éditions AO - André Odemard, 18 agost ISBN 978-2913897830
- Skaer, Éditions du Caïman, 2022

### Assaigs
- Charles Bronson.  París: Éditions Pac, 1978, p. 287 (Têtes d'affiche). ISBN 978-2-85336-063-0.
- Klaus Kinski.  París: Éditions Pac, 1979, p. 153 (Têtes d'affiche). ISBN 978-2-85336-114-9.
- Mémorabilia, les rencontres d'un scénariste-réalisateur.  París: Éditions AO - André Odemard, 2020, p. 232. ISBN 978-2-38200-005-2.

## Premis
- 2012 : Premi dels col·legiats al Festival de la fiction TV de La Rochelle per Les Mains de Roxana[3][4]